# Gustaf Nilsson i Kristianstad
Gustaf Nilsson, Nilsson i Kristianstad, född 15 oktober 1880 i Västra Skrävlinge, Malmöhus län, död 30 april 1926 i Kristianstad, var en svensk ombudsman och socialdemokratisk politiker.
Nilsson verkade som riksdagsledamot i andra kammaren 1912-1919, invald i Kristianstads läns sydöstra valkrets. Han tillhörde senare första kammaren från 1922 till sin död 1926, invald i Blekinge läns och Kristianstads läns valkrets.